# Preußische EP 235
Die EP 235 war eine elektrische Lokomotive der Preußischen Staatsbahn für das Schlesische Netz. Sie war der Versuchsträger für die danach in Auftrag gegebene Preußische EP 236 bis EP 246. Bei der Deutschen Reichsbahn hatte sie keine Nummer erhalten.

## Geschichte
Die Staatsbahn suchte für den schweren Reisezugdienst auf dem zu elektrifizierenden Schlesischen Netz eine geeignete elektrische Lokomotive. Die neue Lokomotive sollte 500-t-Züge in der Waagerechten mit 90 km/h und 400-t-Schnell- bzw. 360-t-Personenzüge auf Steigungen von 20 Promille in der Dampflokfahrzeit ohne Vorspannlokomotive befördern können. Außerdem sollte sie in der Lage sein, Bogenradien von 180 m ohne Zwang zu durchfahren. Unter den vorhandenen Lokomotiven war man weder mit der EG 501 noch mit den ES1 bis ES3 zufrieden; beide Bauarten waren zu leistungsschwach, und die EG 501 neigte durch ihr Triebwerk zu Schüttelschwingungen. Auch die in der Entwicklung liegenden ES 9 ff. und EP 202 ff. waren erwartungsgemäß für den Betrieb in Schlesien zu schwach.
Daher einigte man sich zuerst auf die Ausführung von sieben einmotorigen Einrahmenlokomotiven mit der Achsfolge 1’D1’ und sieben Gelenklokomotiven analog der späteren EP 209/210. Die Durchrechnung der Entwürfe für die einteilige Lokomotive machte die Anordnung einer weiteren Laufachse erforderlich, um den 9 Tonnen schweren Haupttransformator lastenmäßig gleichmäßig zu verteilen. Damit ergab sich die Achsfolge 2’D1’. Auch wurde die Lokomotive mit zwei Treibstangen je Seite und zwei Blindwellen ausgeführt. Die Erfahrung mit dem Betrieb der EP 202 ff. hatten gezeigt, dass bei der Ausführung mit nur einer Treibstange diese pro Motorumdrehung zwei Nulldurchgänge hatte, während bei den beiden, in einem Winkel von 90° stehenden Treibstangen hingegen eine motorseitig konstante Kraftübertragung vorhanden war. Die neue Lokomotive stand behelfsmäßig fertiggestellt auf der Baltischen Ausstellung in Malmö.
Mitte 1917 kam die als EP 235 bezeichnete Lokomotive auf dem Streckenabschnitt Königszelt – Fellhammer der Schlesischen Gebirgsbahn zum Probeeinsatz. Obwohl man anfangs große Vorbehalte gegen den Einsatz der einteiligen Lokomotive, besonders wegen der Bogenradien hatte, übertraf die Versuchsmaschine alle Erwartungen. Der Bogenlauf war gut und die Radreifenabnutzung blieb in vertretbaren Grenzen. Da der Massenausgleich des Triebwerkes gut gelöst war, kam es nicht zu den befürchteten Schüttelschwingungen. Es wurden auch Versuche mit der Achsfolge 2’BB1’, also mit abgenommener mittlerer Kuppelstange unternommen. Dies beeinflusste die Versuchsergebnisse kaum. Dazu kam auch, dass die Maschine leistungsmäßig alles in den Schatten stellte, was bisher auf Schlesiens Gleisen eingesetzt wurde. Die bisher von den ES 9 ff. und EP 202 ff. mit Vorspann gezogenen Züge wurden von der EP 235 anstandslos alleine über die schwersten Steigungen gezogen, und das mit kürzeren Fahrzeiten.
Dadurch waren alle Einwände gegen die Einrahmenbauweise entkräftet. Die Staatsbahn änderte daraufhin die Bestellung erneut und gab nunmehr elf 2’D1’-Lokomotiven in Auftrag, die die zukünftigen EP 236 – EP 246 werden sollten. Von den Gelenklokomotiven wurden nur die beiden im Bau am weitesten fortgeschrittenen EP 209/210 und EP 211/212 fertiggestellt. Die Versuchslokomotive blieb bis 1926 in Schlesien im Einsatz. Dabei lief sie bis 1922 ohne nennenswerte Störungen, erst im Dezember dieses Jahres wurden sämtliche Stangenlager erneuert. Bis dahin hatte die Lokomotive 110.000 km zurückgelegt. Eine längere Standzeit im Aw Lauban wurde genützt, um den Heizkessel aus- und einen zusätzlichen Luftverdichter einzubauen. Der bisher vorhandene lieferte nicht genügend Luft für den Dienst in den Bergen. Für das Jahr 1923 wurden monatliche Laufleistungen von 3300 km angegeben. Die in der Zwischenzeit verschärften Bremsvorschriften gelangten der Lokomotive mit einer Abbremsung nur an den Kuppelrädern zum Nachteil, dass sie zu wenig Bremshundertstel besaß. 1926 sollte sie daraufhin nach Magdeburg–Rothensee umstationiert werden. In Mitteldeutschland ist die Lokomotive wahrscheinlich nie angekommen, denn im März 1927 wurde sie im Aw Lauban ausgemustert und verschrottet. Nach dem Umzeichnungsplan von 1925 sollte sie die Nummer E 50 35 bekommen, die wahrscheinlich nie an der Lokomotive angeschrieben wurde.
Die Lokomotive hat somit keine lange Betriebszeit erreicht, sie war aber Prototyp und Entwicklungsträger für eine ganze Reihe von Serienlokomotiven (EP 236 bis EP 246, EP 247 bis EP 252, ES 51 bis ES 57), bis diese Antriebsform durch den Einzelachsantrieb letztendlich überflüssig wurde. Die Lokomotive hatte den Ruf, den mit einem Durchmesser von 3,6 Metern größten Bahnmotor der Welt zu besitzen. Dieser Motor konnte sich durch seine Einzigartigkeit bis in die heutige Zeit retten. Das Raw Lauban erhielt den Auftrag, den Motor auszubauen und nach Leipzig zu senden, wo er auf dem Querbahnsteig des Hauptbahnhofes ausgestellt werden sollte. Der Motor überstand auch den Zweiten Weltkrieg und stand noch 2006 in einem nicht zugänglichen Depot des Deutschen Technikmuseum Berlin.

## Konstruktive Merkmale

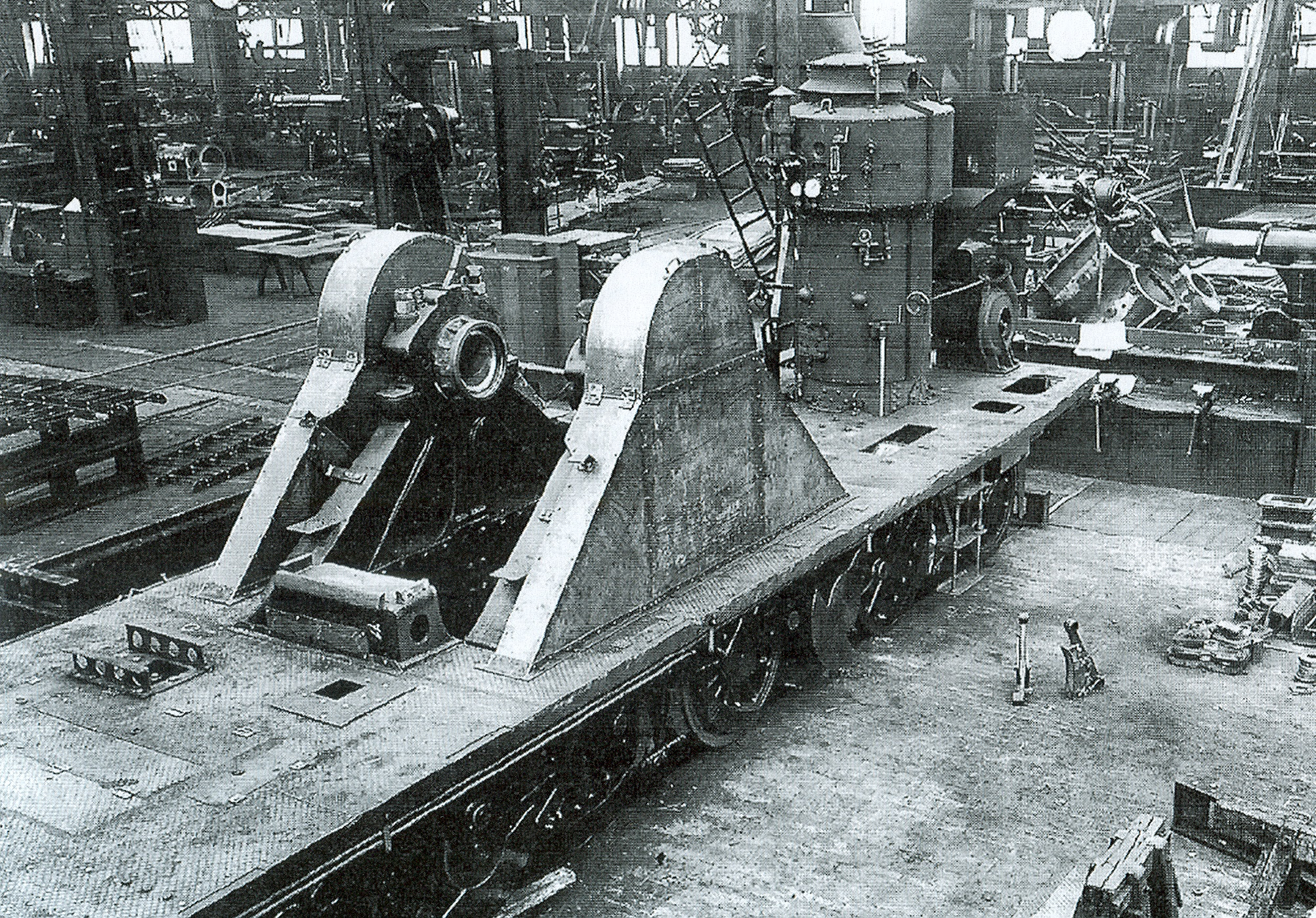
Werkfoto von LHW von dem Rahmen mit Heizkessel der Lokomotive vor dem Aufsetzen des Lokkastens

Die Lokomotive  war eine Einrahmenlokomotive mit einem Fahrmotor und doppeltem Parallelkurbelantrieb. Die Treibstangen zwischen der Motor- und den Blindwellen hatten bei der EP 235 eine Länge von 2700 mm.  Die vorderen beiden Laufachsen waren in einem Drehgestell zusammengefasst, dieses war mit der ersten Kuppelachse durch einen zweiarmigen Hebel verbunden und bildet ein Krauss-Lotter-Gestell. Die zweite und dritte Kuppelachse waren je 12 mm nach beiden Seiten beweglich gelagert, Die vierte Kuppelachse war im Rahmen fest gelagert, die hintere Laufachse war als Bisselachse mit Rückstelleinrichtung ausgeführt und besaß ein Seitenspiel von 55 mm nach beiden Seiten. Die Lokomotive hatte somit keinen festen Achsstand. Die Spurkränze der zweiten und dritten Kuppelachse waren im Neuzustand um 13 mm geschwächt. Die Lokomotive besaß den Einrahmenantrieb, wie er nach ihr noch bei vielen elektrischen Lokomotiven ausgeführt wurde.
Der Rahmen war als dreiteiliger Plattenrahmen ausgeführt und mit Blechverstrebungen, Pufferbohle, Stahlgußstücken und den Blindwellenbock versteift. Der Lokkasten war im Bereich des Maschinenraumes eine reine Blechkonstruktion, im Bereich der Führerstände und der Vorbauten aus Blech mit Holzverkleidung bestehend. Die Führerstände waren vorn als Endführerstand und hinten als versetzt angeordneter Führerstand vor dem Vorbau angeordnet, der als Platz für den Heizkessel reserviert war. Die Dachhaube war über dem Fahrmotor, dem Dampfkessel und dem Haupttransformator abnehmbar. Die einlösige Knorr-Druckluftbremse Kbr m. Z. wirkte nur auf die Kuppelachsen doppelseitig. Auf beiden Führerständen war je eine Wurfhebelbremse als Handbremse vorhanden, sie wirkten auf dasselbe Bremsgestänge wie die Druckluftbremse.
Für den Heizkessel waren ein Kohlebunker mit einem Fassungsvermögen von 1,1 m³ und seitlichen Wasserkästen mit 2,4 m³ Rauminhalt vorhanden. Ein elektrisch angetriebenes Gebläse lieferte die erforderliche Verbrennungsluft.
Der Haupttransformator war ein luftgekühlter Manteltransformator einer Leistung von 1600 kVA mit getrennten Wicklungen und besaß sekundärseitig 16 Anzapfungen. Ein getrennt von ihm aufgestelltes Gebläse lieferte die benötigte Kühlluft. Außerdem besaß die Lokomotive noch einen Hilfstransformator für die Hilfsbetriebe und die Beleuchtung. Der 26-polige Fahrmotor war als Einphasen-Reihenschlussmotor ausgeführt. Er besaß einen Ständerdurchmesser von 3600 mm und einen Läuferdurchmesser von 2700 mm und war somit der größte Bahnmotor der Welt. Selbst der Kommutator besaß einen Durchmesser von 2100 mm und war 410 mm breit. Der verdrehbare Bürstenkranz trug 13 Bürstenhalterarme mit insgesamt 26 Bürstenhalter. Pro Bürstenhalter waren sechs Kohlebürsten vorhanden.  Der gesamte Motor wog 24 t. Gesteuert wurde er durch 16 elektropneumatische Schütze in 11 Dauerfahrstufen durch Spannungsänderung mit nachfolgender Bürstenverstellung. Der Fahrschalter bestand zu diesem Zweck aus zwei konzentrisch angeordneten Handrädern, von denen das äußere für die Bürstenverstellung, das innere für das Einschalten der Schütze über die Steuerwalze zuständig war. Mittels der Bürstenverstellung wurde die Drehzahländerung bis hin zur Höchstgeschwindigkeit des Motors vollzogen. Wurde über das innere Handrad die Fahrstufe eingestellt, war das äußere Handrad zur Bürstenverstellung gegenüber diesen verriegelt. Die Verriegelung wurde erst aufgehoben, wenn die größte Fahrstufe erreicht war. Zur Fahrtrichtungsänderung, die im Führerstand ebenfalls mit dem äußeren Fahrschalterrad vollzogen wurde, diente anfangs ein elektropneumatischer Fahrtwender, der später durch eine elektropneumatische Schützengruppe ersetzt wurde. Die Starkstromleitung zwischen den beiden Stromabnehmern waren bei der EP 235 unter dem Dach angeordnet und führten zu dem in der Hochspannungskammer liegenden Hauptschalter, der als Ölhauptschalter ausgeführt war.